# Суриков, Александр Александрович
Алекса́ндр Алекса́ндрович Су́риков (род. 15 августа 1940, Мурманск) — российский государственный деятель, губернатор Алтайского края в 1996—2004 годах, чрезвычайный и полномочный посол Российской Федерации в Беларуси в 2006—2018 годах.

## Биография
Трудовую деятельность начал в 1957 году на строительстве Куйбышевской ГЭС. В 1966 году окончил Саратовский политехнический институт по специальности «инженер-строитель». В том же году переехал на Алтай.
Работал в Завьяловском дорожно-строительном управлении. В 1969 году назначен на должность начальника дорожно-строительного управления № 3 города Алейска Алтайского края, а в 1976 году — начальником объединения «Алтайавтодор». В 1990 году его избрали генеральным директором строительно-промышленного концерна «Алтайстрой».
Владеет немецким языком.

### Политическая карьера
С августа 1991 года — председатель Алтайского краевого Совета народных депутатов. В 1994 году его избирают депутатом, а затем — председателем краевого Законодательного Собрания. В 1996 году он переизбирается на эту должность.

#### Губернатор Алтайского края
1 декабря 1996 года избран главой администрации Алтайского края, а в марте 2000 года его переизбрали на эту должность.
За время его губернаторства начались многомесячные задержки зарплаты, край понизился в экономическом рейтинге регионов на 78 место, сотни заводов прекращали свою работу, а у администрации края не хватало денег. Экономика края оказалась неприспособленной к новым условиям. Но вместе с тем был построен Новый мост через Обь, открыта Краевая клиническая больница, сдано в эксплуатацию множество школ и детских садов в крае.
С 17 сентября 2001 по 13 марта 2002 года — член президиума Государственного совета Российской Федерации.
После того, как Суриков проиграл выборы Михаилу Евдокимову в 2004 году, он работал помощником полпреда президента РФ в Сибирском федеральном округе, при этом курировал Алтайский край.

#### Посол России в Республике Беларусь

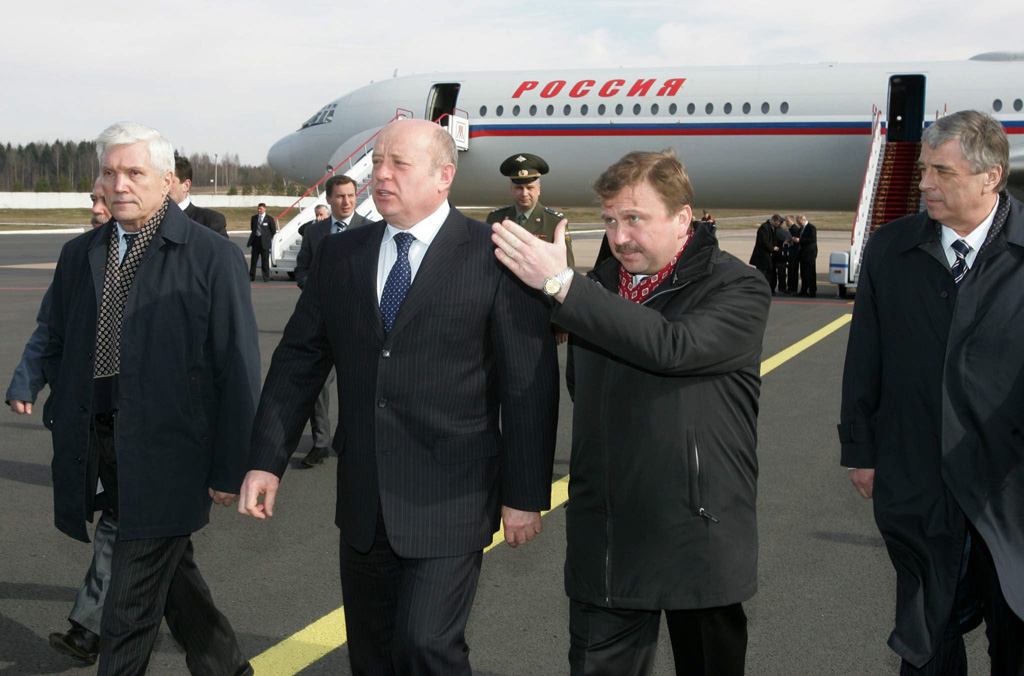
Слева направо: Александр Суриков, Михаил Фрадков, Андрей Кобяков и Павел Бородин во время встречи в аэропорту Минска.

С 6 февраля 2006 по 24 августа 2018 года — чрезвычайный и полномочный посол Российской Федерации в Беларуси.
27 августа 2007 года Суриков заявил, что в ответ на планы США по развёртыванию элементов системы ПРО в Восточной Европе «Россия и Беларусь могут принять решение о создании новых совместных военных объектов, в том числе и ядерных». Позднее он сказал, что у России нет планов размещения в Беларуси ядерного оружия, а слова его «неверно интерпретировали». Заявление посла, тем не менее, вызвало немедленную резкую реакцию на Западе.
7 февраля 2009 года Министерство иностранных дел Республики Беларусь выступило с критикой высказываний посла России в Минске Александра Сурикова на пресс-конференции 6 февраля.
Единственный из послов Российской Федерации в Республике Беларусь, проработавший более 5 лет.

## Награды
- Орден «За заслуги перед Отечеством» II степени (11 октября 2018) — за большой вклад в реализацию внешнеполитического курса Российской Федерации и многолетнюю добросовестную работу[10]
- Орден «За заслуги перед Отечеством» III степени (3 ноября 2010) — за большой вклад в реализацию внешнеполитического курса Российской Федерации и многолетнюю добросовестную работу[11]
- Орден «За заслуги перед Отечеством» IV степени (12 августа 2000) — за большой вклад в социально-экономическое развитие края и многолетний добросовестный труд[12]
- Орден Александра Невского (14 мая 2016) — за большой вклад в реализацию внешнеполитического курса Российской Федерации и многолетнюю добросовестную работу[13]
- Орден Почёта (4 октября 2018, Беларусь) — за значительный личный вклад в развитие белорусско-российских интеграционных и двусторонних связей, укрепление союзнических отношений и стратегического партнёрства между Республикой Беларусь и Российской Федерацией[14]
- Орден Октябрьской Революции
- Орден Трудового Красного Знамени
- Орден «За заслуги перед Алтайским краем» I степени (14 августа 2020) — за большой личный вклад в социально-экономическое развитие Алтайского края
- Орден «За заслуги перед Алтайским краем» II степени (2010) — за большой личный вклад в социально-экономическое развитие края и в связи с юбилеем[15]
- Медаль «За заслуги перед обществом»  (Алтайский край, 13 июня 2019) — за многолетний добросовестный труд и социально значимую общественную деятельность во благо Алтайского края
- Заслуженный строитель РСФСР
- Орден святого благоверного князя Даниила Московского (РПЦ) — за укрепление связей государства и Церкви
- Почётная грамота Национального собрания Республики Беларусь (24 августа 2015) — за значительный вклад в укрепление межгосударственных связей между Республикой Беларусь и Российской Федерацией[16]
- Золотая пушкинская медаль («Фонд 200-летия А. С. Пушкина»)
- именной пистолет ПМ (март 2001)[17]
- Диплом Госстроя России «Созидатель года» (1999) — за достижения в созидательной сфере
- Золотой почётный знак «Общественное признание» (2000)
- Лауреат VII всероссийского конкурса «Карьера—2000»

## Дипломатический ранг
Чрезвычайный и полномочный посол (12 апреля 2010 года)